# Bentur, Gadag
Bentur là một làng thuộc tehsil Gadag, huyện Gadag, bang Karnataka, Ấn Độ.